# Joseph Weber
Joseph Weber, detto Joe (Paterson, 17 maggio 1919 – Pittsburgh, 30 settembre 2000), è stato un fisico e docente statunitense.
Ha tenuto la prima lezione pubblica sui principi alla base del laser e del maser e ha sviluppato i primi rilevatori di onde gravitazionali, che prendono il nome di barre di Weber.

## Biografia
Joseph Weber nacque a Paterson (New Jersey) il 17 maggio 1919, ultimo di quattro figli nati da genitori immigrati ebrei di lingua yiddish. Il suo nome era "Yonah" fino a quando non entrò alla scuola elementare. Non aveva un certificato di nascita e suo padre aveva preso il cognome "Weber" per abbinarlo a un passaporto disponibile per emigrare negli Stati Uniti. Quindi, Joe Weber aveva poche prove sia della sua famiglia che del suo nome di battesimo, il che gli diede qualche problema nell'ottenere un passaporto al culmine del periodo della paura rossa. 
Frequentò le scuole pubbliche di Paterson, diplomandosi a sedici anni al "Mechanic Arts Course" della Paterson Eastside High School nel giugno 1935. Iniziò l'università alla Cooper Union, ma per risparmiare alla sua famiglia le spese di vitto e alloggio vinse l'ammissione alla United States Naval Academy attraverso un esame competitivo. Si diplomò all'Accademia nel 1940. 

### Carriera navale
Prestò servizio a bordo delle navi della Marina degli Stati Uniti durante la seconda guerra mondiale, raggiungendo il grado di tenente comandante. Era l'ufficiale di coperta sulla USS Lexington quando la nave ricevette la notizia dell'attacco di Pearl Harbor. Nella battaglia del Mar dei Coralli la sua portaerei affondò la portaerei giapponese Shōhō e fu a sua volta mortalmente danneggiata l'8 maggio 1942. Weber spesso intratteneva i suoi studenti con la storia di come la Lexington brillasse incandescente mentre scivolava sotto le onde.
Successivamente, fu comandante del cacciatorpediniere SC-690, prima nei Caraibi e poi nel Mar Mediterraneo. In quel ruolo, prese parte allo sbarco in Sicilia a Gela, nel luglio 1943. 
Studiò elettronica alla Naval Postgraduate School nel 1943-45 e, dal 1945 al 1948, diresse la progettazione delle contromisure elettroniche per il Bureau of Ships della Marina, a Washington. Si dimise dalla Marina come tenente comandante nel 1948 per diventare professore di ingegneria.

### Dottorato e sviluppo del MASER
Entrò a far parte della facoltà di ingegneria dell'Università del Maryland - College Park nel 1948. Una condizione per la sua nomina era che avrebbe dovuto conseguire rapidamente un dottorato di ricerca. Fece gli studi di dottorato sulla spettroscopia a microonde. Completò il dottorato con una tesi intitolata Microwave Technique in Chemical Kinetics , presso l'Università Cattolica d'America nel 1951.
Basandosi sulla sua competenza navale nell'ingegneria delle microonde a tubo, elaborò l'idea delle emissioni di microonde coerenti. Presentò un documento nel 1951 per la Electron Tube Research Conference del giugno 1952 tenutasi a Ottawa, che fu la prima conferenza pubblica sui principi alla base del laser e del maser. Dopo questa presentazione, la RCA chiese a Weber di tenere un seminario su questa idea e Charles Hard Townes gli chiese una copia del documento. Townes stava lavorando lungo linee simili, così come Nikolay Basov e Aleksandr Prokhorov. Sebbene Weber fosse stato nominato congiuntamente per il Premio Nobel per la fisica nel 1962 e nel 1963 per i suoi contributi allo sviluppo del laser, furono Townes, Basov e Prokhorov a ricevere il Premio Nobel del 1964, "per il lavoro fondamentale nel campo dell'elettronica quantistica, che ha portato alla costruzione di oscillatori e amplificatori basati sul principio maser-laser".

### Lavoro sulle onde gravitazionali
Interessato alla relatività generale, nel 1955 chiese un anno sabbatico finanziato da una borsa di studio Guggenheim, per studiare la radiazione gravitazionale con John Archibald Wheeler presso l'Institute for Advanced Study di Princeton, e il Lorentz Institute for Theoretical Physics presso l'Università di Leida nei Paesi Bassi. Al tempo, l'esistenza delle onde gravitazionali non era ampiamente accettata. Dopo aver iniziato a pubblicare articoli sulla rilevazione delle onde gravitazionali, passò dal dipartimento di ingegneria al dipartimento di fisica del Maryland.
Negli anni 60 sviluppò i primi rilevatori di onde gravitazionali, denominati barre di Weber, e iniziò a pubblicare articoli al riguardo. Nel 1972 inviò un apparato di rilevamento delle onde gravitazionali sulla Luna (il "Lunar Surface Gravimeter", parte dell'ALSEP) durante la missione Apollo 17.
Negli anni 70, i risultati di questi esperimenti sulle onde gravitazionali furono ampiamente screditati. Vari fisici e tecnici, tra cui Richard Garwin e David Douglass rilevarono alcuni errori nel programma per computer elaborato da Weber, che tra gli impulsi rilevava rumore di fondo. Nel 1972, Heinz Billing e i colleghi del Max Planck Institute for Physics costruirono un rilevatore simile a quello di Weber nel tentativo di verificare il suo lavoro, ma non trovarono risultati. Joseph tenne l'attrezzatura fino alla sua morte.
L'11 febbraio 2016, i team della LIGO Scientific Collaboration e della Virgo Collaboration hanno tenuto una conferenza stampa per annunciare di aver rilevato direttamente onde gravitazionali da una coppia di buchi neri in fusione, il giorno di Rosh Hashanah 2015 (Yahrtzeit di Weber), utilizzando i rilevatori Advanced LIGO. Durante l'annuncio, Weber è stato accreditato da numerosi oratori come il fondatore del campo, tra cui Kip Thorne, co-fondatore di LIGO. La seconda moglie di Weber, l'astronoma Virginia Trimble, era seduta in prima fila tra il pubblico durante la conferenza stampa.

### Lavoro sulla rilevazione dei neutrini
Durante la difesa del suo lavoro dalla critica, Weber iniziò un lavoro correlato sulla rilevazione dei neutrini. Supponendo una rigidità cristallina infinita, Weber calcolò che sarebbe stato possibile rilevare i neutrini utilizzando cristalli di zaffiro e pubblicò risultati sperimentali sulla diffusione dei neutrini con questi cristalli. Brevettò anche l'idea di utilizzare cristalli vibranti per generare neutrini. I suoi risultati sperimentali contraddicevano i risultati precedenti e successivi di altri esperimenti, ma le teorie sui neutrini di Weber continuano tuttora ad essere testate. 

### Vita privata
Si sposò con la compagna di liceo Anita Straus, da cui ebbe 4 figli, fino alla sua morte nel 1971. Il suo secondo matrimonio fu con l'astronoma Virginia Trimble.
Joseph Weber morì il 30 settembre 2000 a Pittsburgh, in Pennsylvania, durante il trattamento per un linfoma che gli era stato diagnosticato circa tre anni prima.

## Eredità spiriturale

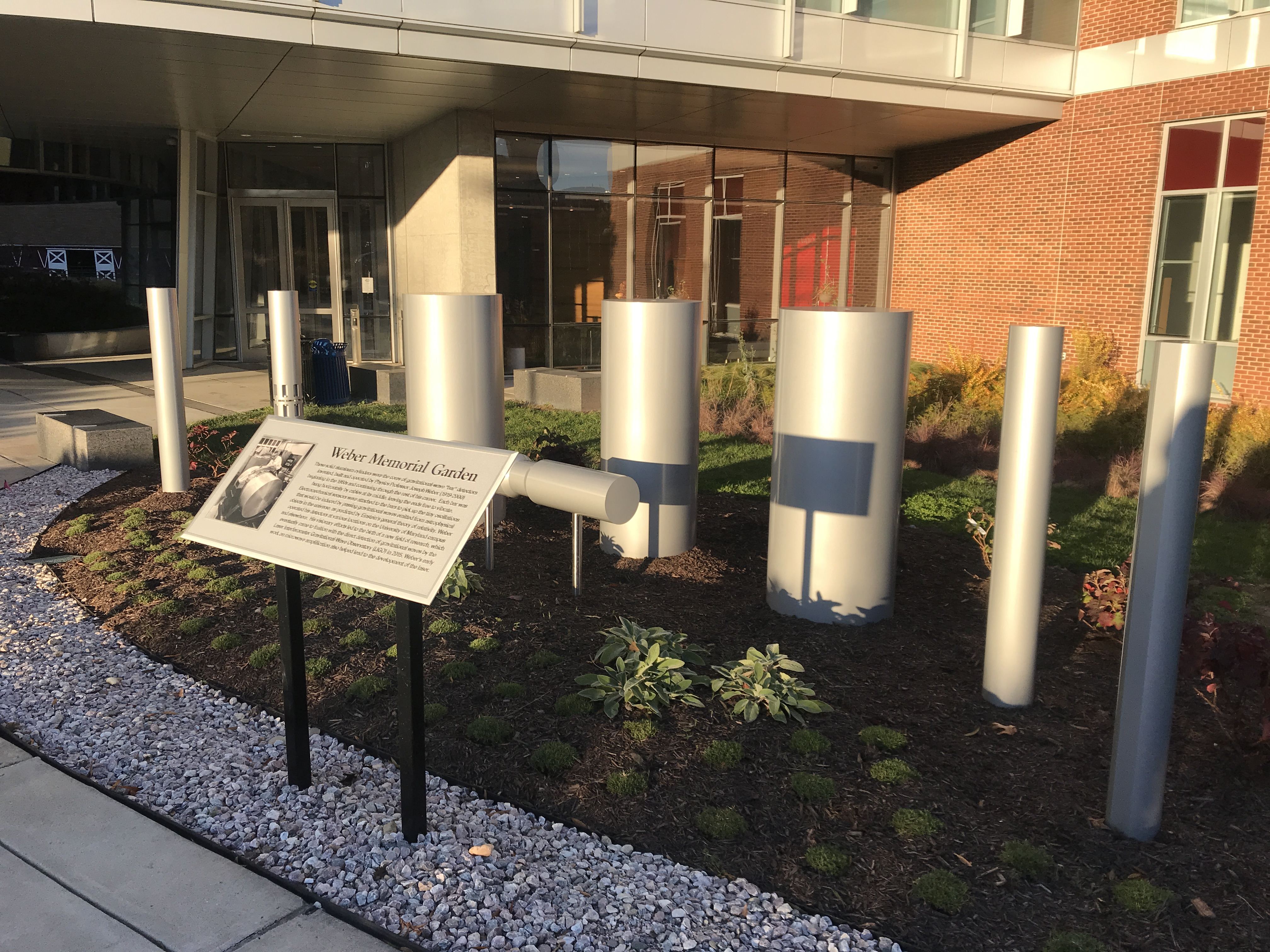
Weber Memorial Garden presso l'Università del Maryland

Nonostante i suoi tentativi di trovare onde gravitazionali con i rivelatori a barre siano considerati dei fallimenti, Weber è ampiamente considerato il padre del rilevamento delle onde gravitazionali, tra cui LIGO, MiniGrail e diversi programmi di ricerca HFGW in tutto il mondo. I suoi quaderni contenevano idee per interferometri laser; in seguito un tale rivelatore fu costruito per la prima volta dal suo ex studente Robert Forward presso gli Hughes Research Laboratories.
In suo onore l'American Astronomical Society ha stato istituito il premio Joseph Weber per la strumentazione astronomica.